# جامعة الطفيلة التقنية
جامعة الطفيلة التقنية هي إحدى الجامعات الحكومية في المملكة الأردنية الهاشمية، وهي الجامعة الرسمية التاسعة في المملكة الأردنية الهاشمية، تقع الجامعة في محافظة الطفيلة على بعد 187 كم جنوب العاصمة عمان على تلال منطقة العيص المطلة على مدينة الطفيلة ذات الجغرافيا الجبلية، ويتميز الحرم الجامعي الذي يرتفع عن سطح البحر (1251) متراً بدرجة حرارة معتدلة صيفاً وباردة قليلاً في الشتاء.
في السابع عشر من شهر كانون الثاني عام 2005 صدرت الإرادة الملكية السامية بتأسيس جامعة الطفيلة التقنية؛ لتشارك في بناء وازدهار الأردن، وتطوره، ولترفده بكل ما يحتاج إليه من جهد لتطوير التعليم العالي في الأردن من خلال رفد المجتمع بالخريجين المهرة والمتخصصين في التخصصات المختلفة. وتضم الكثير من التخصصات في كليات الهندسة، والعلوم، والأعمال، والعلوم التربوية، والآداب.

## نبذة عن الجامعة

### النشأة والتطوير
في 17 كانون الثاني عام 2005 صدرت الإرادة الملكية السامية بتأسيس جامعة الطفيلة التقنية؛ لتشارك في بناء هذا الوطن، وتطوره، ولترفده بكل ما يحتاج إليه من جهد لتطوير التعليم العالي في الأردن.
تسعى الجامعة منذ تأسيسها لتحقيق الأهداف التي أنشئت من أجلها، وعلى رأسها تعميق القيم الروحية والأخلاقية للأمة، والاعتزاز الوطني الأردني والانتماء العربي، وتنمية مواهب الطلبة، وتوكيد صفات القيادة والمواطنة لديهم، والربط الوثيق بين شحذ العقل والتحلي بالخلق الكريم في جميع النشاطات، وذلك بإتاحة فرص التعليم العالي لهم وتطويره ورفع مستواه، ونشر المعرفة بخاصة ما يتصل منها بدور الحضارة العربية الإسلامية في الرقي الحضاري والإنساني، لتزويد الوطن بالمختصين في ميادين العلوم والتكنولوجيا والآداب والفنون، ورفده بالمؤهلين لمواجهة التحديات المعاصرة والمستقبلية، في ميادين الحياة المختلفة، إضافة إلى تشجيع البحث العلمي، ووضع نتائجه موضع التطبيق في خدمة التنمية الأردنية الشاملة، واستيعاب التكنولوجيا الحديثة ونقلها واستخدامها في المجالات المختلفة على مستوى الوطن.

### كليات الجامعة وبرامجها
في الجامعة ستة كليات هي: الهندسة، والعلوم، وتكنولوجيا المعلومات والاتصالات، والأعمال، والعلوم التربوية، والآداب، وعمادتان، هما: شؤون الطلبة، والبحث العلمي والدراسات العليا.
البرامج دراسية
البكالوريوس، الدبلوم العام، الدبلوم المتوسط والماجستير.

### تطور البنية التحتية والأكاديمية
تقع الجامعة على تلال منطقة العيص المطلة على مدينة الطفيلة ذات الجغرافيا الجبلية، ويتميز الحرم الجامعي الذي يرتفع عن سطح البحر (1251) متراً بدرجة حرارة معتدلة صيفاً وباردة قليلاً في الشتاء.
الحرم الجامعي حديث المباني ويشهد في الوقت الراهن نهضة عمرانية واسعة في المرافق والمنشآت والبنية التحتية التي تنهض عليها، حيث تضم هذه المباني عدداً من المختبرات، والمراكز والقاعات التدريسية، والإدارية، والمطاعم، ومباني الدوائر الإدارية، كما تضم مشاغل هندسية تحوي أحدث الآلات والتجهيزات، ويجري العمل حالياً في بناء مجمع رياضي متكامل، هو الأكبر والأحدث من نوعه بين الجامعات الأردنية، ومبنى لمركز متطور للحاسوب، ومبنى لدائرة القبول والتسجيل، ومبنى للمكتبة، ومجمع ثان للقاعات التدريسية، مع مدرج تدريسي كبير، وقد تم حديثاً إنشاء إذاعة خاصة بالجامعة.
وواكب هذا التوسع تطوراً في البرامج والخطط الدراسية، وزيادة عدد أعضاء الهيئة التدريسية، وابتعاث عدد كبير من الموفدين للحصول على درجتي الماجستير والدكتوراه في مختلف التخصصات العلمية إلى عدد من الجامعات العالمية المرموقة وعاد كثير منهم ليلتحقوا بالتدريس في أقسامهم وكلياتهم.
وتسير الجامعة في خطوات سريعة نحو التحول إلى التعليم الإلكتروني والتسجيل الإلكتروني، وتنفيذ برامج مختلفة لتطوير أداء أعضاء الهيئة التدريسية في استخدام تكنولوجيا المعلومات، وتدريب موظفي الجامعة على استخدام مهارات الحاسوب اللازمة، حيث تتوافر البنية المتكاملة من مركز للحاسوب، وعدد كبير من المختبرات الحاسوبية، إضافة إلى الكفاءات الفنية في استخدام الحاسوب، وتكنولوجيا المعلومات، وترتبط الجامعة بعلاقات متميزة مع المؤسسات العالمية المختصة في الحوسبة والشبكات، مثل: مركز ميكروسوفت، وسيسكو، ومركز الرخصة الدولية لقيادة الحاسوب وغيرها.

### رؤساء الجامعة
القائمة أدناه لرؤساء الجامعة السابقون:
- الاستاذ الدكتور عمر المعايطة (9 أغسطس 2021 - 15 سبتمبر 2023)
- الأستاذ الدكتور محمد خير الحوراني (14 فبراير 2018 – 4 أغسطس 2021)
- الأستاذ الدكتور شتيوي العبد الله العبادي (9 يناير 2014 – 31 ديسمبر 2017)
- الأستاذ الدكتور يعقوب المساعفة (12 مارس 2009 – 31 ديسمبر 2013)
- الأستاذ الدكتور محمد أبو قديس (5 مارس 2009 – 12 مارس 2009)
- الأستاذ الدكتور سلطان أبو عرابي (2 مارس 2005 – 5 مارس 2009)

## كليات الجامعة وأقسامها

### كلية الهندسة
أنشئت كلية الهندسة مع إنشاء جامعة الطفيلة التقنية بتاريخ 17 يناير 2005. بثلاثة أقسام أكاديمية هي قسم الهندسة الكهربائية، وقسم الهندسة الميكانيكية، وقسم هندسة الموارد الطبيعية والكيميائية، وقد شهدت الكلية تطوراً سريعاً منذ ذلك التاريخ بحيث أصبح فيها خمسة أقسام أكاديمية بعد استحداث قسم الهندسة المدنية وأحد عشر تخصصا موزعة على الأقسام المختلفة، وتضم كلية الهندسة (110) عضو هيئة تدريس من حملة الدكتوراه والماجستير وعدد الطلبة فيها يصل إلى (2000) طالب وطالبة في مختلف التخصصات، ومن المؤمل أن يتم استحداث تخصصات جديدة في هندسة العمارة والهندسة الصناعية في المستقبل القريب، كما ويتوقع زيادة في أعداد الطلبة خلال الأعوام القادمة ليصل إلى (3500) طالب وطالبة هذا بالإضافة إلى زيادة ملائمة من أعضاء هيئة التدريس من خلال التعيين والابتعاث، حيث رشحت الجامعة للابتعاث للحصول على درجة الماجستير والدكتوراه ما يزيد على (60) مرشحاً في مختلف تخصصات كلية الهندسة، هذا بالإضافة إلى تميز وتفرد التخصصات الهندسية في الكلية مثل: هندسة ميكانيك السيارات وهندسة التعدين والهندسة الجيولوجية.
- الهندسة المدنية.[5]
- هندسة القوى والميكاترونيكس.[6]
- الهندسة الميكانيكية.[7]
- هندسة الاتصالات والحاسوب.[8]
- الموارد الطبيعية والهندسة الكيميائية.[9]

### كلية العلوم
أنشئت كلية العلوم في جامعة الطفيلة التقنية، في كانون الثاني عام 2005 مع تأسيس الجامعة لتضم الأقسام الآتية: قسم الكيمياء وتكنولوجيا الكيمياء، وقسم الفيزياء التطبيقية، وقسم الرياضيات والحاسوب، وفي العام نفسه تم اعتماد الخطط الدراسية لتخصصين في قسم الكيمياء هما؛ الكيمياء وتكنولوجيا الكيمياء الذي تنفرد به جامعة الطفيلة التقنية دون غيرها من الجامعات الأردنية، بهدف دعم الصناعات الأردنية الكبيرة مثل: صناعات الأدوية والمبلمرات والفوسفات والبوتاس والأسمدة والإسمنت وغيرها، ورفدها بالكفاءات والخبرات العلمية المؤهلة.
- الكيمياء وتكنولوجيا الكيمياء.[11]
- الفيزياء التطبيقية.[12]
- الرياضيات.[13]
- الحاسوب وتكنولوجيا المعلومات.[14]
- العلوم الحياتية التطبيقية.[15]

### كلية الأعمال
عند صدور الإرادة الملكية السامية بإنشاء جامعة الطفيلة التقنية كانت كلية الأعمال أحد الأركان الأساسية التي بدأت بها الجامعة باكورة كلياتها، وكانت تضم آنذاك قسماً واحداً يمنح درجة البكالوريوس في تخصص الاقتصاد، ثم أصبحت كلية الأعمال تضم ثلاثة أقسام وتمنح درجة البكالوريوس في تخصصات اقتصاد الأعمال، وإدارة الأعمال، والمحاسبة، والعلوم المالية والمصرفية، كما تمنح الكلية أيضا درجة الدبلوم المتوسط في إدارة الأعمال.
تقدم الأقسام جميعها أنواعاً مختلفة من المواد الدراسية لتمكن الطلاب من الحصول على الوظائف المناسبة داخلياً وخارجياً، بالإضافة إلى تعزيز مهاراتهم ومعارفهم بطريقة تمكنهم من التكيف مع بيئة الأعمال الجديدة والمتغيرة، ولتحقيق أهدافها فقد استقطبت الكلية مجموعة مؤهلة علمياً وعملياً من أعضاء الهيئة التدريسية الذين لديهم المعرفة والمؤهلات المطلوبة، كما بنت الكلية علاقات جيدة مع المجتمع المحلي عن طريق تقديم خدمات التدريب والمشورة، وتتطلع الكلية في المستقبل القريب إلى فتح برامج بكالوريوس جديدة، كما أن هنالك خططا لفتح برامج ماجستير.
- اقتصاد الأعمال.[17]
- إدارة الأعمال.[18]
- المحاسبة.[19]

### كلية الآداب
أسست كلية الآداب مع صدور الإرادة الملكية السامية بإنشاء جامعة الطفيلة التقنية عام 2005، وقد استقلت عن كلية العلوم التربوية في شهر أيلول عام 2006، وبدأت بثلاثة أقسام هي: اللغة العربية وآدابها، واللغة الإنجليزية وآدابها، والعلوم الإنسانية والاجتماعية، وقد بدأ قسما اللغة العربية والإنجليزية بمنح درجة البكالوريوس منذ ذلك الحين، واليوم يبلغ عدد أعضاء الهيئة التدريسية فيها (22) عضواً و (5) إداريين، وتتطلع الكلية إلى استحداث برامج ماجستير في الأدب واللغويات في قسمي اللغة العربية واللغة الإنجليزية وآدابهما.
- اللغة العربية.[21]
- اللغة الإنجليزية.[22]
- العلوم الإنسانية.[23]

### كلية العلوم التربوية
أسست كلية العلوم التربوية بعد صدور الإرادة الملكية السامية بإنشاء جامعة الطفيلة التقنية في كانون الثاني لعام 2005، وتضم الكلية قسمين هما: قسم علم النفس التربوي وقسم المناهج والتدريس، وتمنح الكلية درجة الماجستير في تخصصين: المناهج وأساليب التدريس وعلم النفس التربوي، إضافة إلى درجة البكالوريوس في التربية في ثلاثة تخصصات هي: تربية الطفل، والتربية الخاصة، ومعلم الصف. كما تمنح شهادات الدبلوم العام في التربية، والإدارة المدرسية، وصعوبات التعلم، وتكنولوجيا التدريس، وتسهم الكلية في تدريس المواد التربوية لطلبة الدبلوم المتوسط التابع لكلية الطفيلة التقنية المتوسطة، ويبلغ عدد أعضاء الهيئة التدريسية في الكلية (29) عضواً.
- المناهج والتدريس.[24]
- علم النفس التربوي.[24]

### الكلية التقنية المتوسطة
كلية لطلبة الدبلوم المتوسط.

## العمادات والمراكز والدوائر

### العمادات

#### البحث العلمي والدراسات العليا
أنشئت عمادة البحث العلمي والدراسات العليا مع بداية تأسيس الجامعة عام 2005، بهدف تنفيذ سياسة البحث العلمي، وتنظيم شؤونه، ومتابعة شؤون الموفدين إلى العديد من الجامعات في مختلف التخصصات.

#### شؤون الطلبة
عمادة شؤون الطلبة هي بيت الطلبة وهي تلعب دورا كبيرا في تحقيق وتنفيذ رسالة الجامعة وفلسفتها التعليمية التي يعد فيها الطالب محورا للعملية التعليمية والتربوية، ولهذا فإن العمادة تهتم بصقل شخصية الطالب النفسية والاجتماعية والمادية من خلال الأنشطة اللامنهجية التي تنفذها بالتعاون مع اتحاد الطلبة والأندية الطلابية وكافة المبادرات والحملات التطوعية التي يقدمها الطلبة المتطوعون، وتسعى العمادة أيضا إلى تقديم كل ما يحتاج إليه الطالب من خدمات ، وهي همزة الوصل بين الطالب ودوائر الجامعة المختلفة من جهة، ومؤسسات المجتمع المحلي من جهة ثانية.
إن هذا الدور المميز للعمادة يجعلها أكثر العمادات تأثيرا في الحياة الجامعية وخاصة لدى الطلبة، هذا وتستضيف جامعة الطفيلة التقنية الاتحاد الرياضي للجامعات الأردنية وهي أمانة سر الاتحاد للعام الثاني على التوالي حيث يشترك بهذا الاتحاد ست عشرة جامعة حكومية وخاصة ، والعمادة تسعى إلى تحقيق رسالتها من خلال تنفيذ عدد من الخطط والبرامج المدروسة التي تنهض بها خمسه دوائر رئيسة هي:
- دائرة الأنشطة والهيئات الطلابية .
- دائرة النشاط الرياضي.
- دائرة السكنات.
- دائرة الخدمات الطلابية.
- دائرة التأهيل الوظيفي.

### المراكز

#### مركز الحاسوب
أسس مركز الحاسوب وتكنولوجيا المعلومات عام 2006 ليكون العماد التقني والتكنولوجي للجامعة، وقد أخذ المركز - منذ تأسيسه- دوره الأساسي في إنشاء البنية التحتية لشبكة الحاسوب السلكية واللاسلكية في الجامعة، لتشمل كافة مبانيها، كما قدّم ولا زال يقدم الخدمات الإلكترونية المختلفة لموظفي الجامعة وطلابها بالإضافة للمجتمع المحلي.

#### الطاقة والصخر الزيتي
أسس مركز أبحاث الطاقة والصخر الزيتي في شهر كانون الثاني من عام 2009، وذلك إدراكا من الجامعة لأهمية هذا المركز في منطقة الجنوب التي تتمتع بنصيب وافر من مصادر الطاقة المتجددة والصخر الزيتي وثراء المنطقة بكميات هائلة من الثروات المعدنية؛ مما يعد حافزاً لإيجاد مركز بحثي يعمل على دعم الجهود المبذولة في استغلال هذه الثروات.

#### تطوير أداء أعضاء الهيئة التدريسية
يمثل أعضاء الهيئة التدريسية في الجامعة مورداً بشرياً هاماً، وبالقدر الذي يطور فيه الأستاذ الجامعي مهاراته الفنية وكفاياته المهنية بالتنمية الذاتية والتدريس المستمر، بالقدر الذي ينعكس ذلك إيجاباً على سلوكه البحثي، وأدائه التدريسي، ومن ثم سيقطف الطالب الذي يمثل محوراً رئيساً في العملية التعليمية تلك الثمار، وسيحصد الوطن كله حصيلة ذلك.

#### الشراكة المجتمعية
أُسس مركز الشراكة المجتمعية في الجامعة عام 2007، وذلك خدمة من الجامعة للمجتمع المحلي وإيماناً منها بالدور المحوري والرئيس لهذا المركز في بناء جسور من الشراكة الحقيقية مع مؤسساته وقطاعاته الحكومية والأهلية كافة، وكذلك من أجل تحقيق أهدافها الرامية إلى تنمية وتطوير المجتمع المحلي عن طريق ما تقدمه من برامج متنوعة في الإعداد، والتأهيل، والتدريب، والبحث، والدراسة على وفق خطط مدروسة تسعى باستمرار لتلمس احتياجاته في شتى المجالات والميادين، ويتم ذلك بسواعد خبيرة ومتخصصة من أبناء الجامعة والمجتمع المحلي؛ لتساهم الجامعة في تحقيق التنمية الشاملة والمستدامة عن طريق تعميق مفهوم الشراكة الحقيقة مع المجتمع.

#### اللغات
يهدف المركز إلى تحقيق المهام الآتية:
الإسهام في رفع سوية طلبة الجامعة في اللغتين العربية والإنجليزية، واللغات الأوروبية الحديثة مثل: الألمانية، والإيطالية، والفرنسية، والأسبانية من حيث الاهتمام بمتطلبات الجامعة في تلك اللغات، وتطويرها وتدريسها بشكل علمي فاعل.
إعداد الطلبة الأجانب للدراسة باللغة العربية في الجامعة بإعداد برامج خاصة بطريقة علمية لتدريس اللغة العربية للناطقين بغيرها.
عقد دورات في مختلف اللغات وفق حاجة طلبة الجامعة والمجتمع المحلي بالتنسيق مع الجهات ذات العلاقة بالجامعة.
تدريس مواد مستوى اللغة الإنجليزية 99، ودورات المستويات الأخرى، والتوفل.
الإسهام في تأهيل معلمي اللغتين العربية والإنجليزية، ومدرسي اللغة العربية للناطقين بغيرها، وتطوير أساليب المناهج الخاصة بالتعاون بين كلية التربية في الجامعة ووزارة التربية والتعليم، وأية مؤسسات ذات علاقة بهذا الشأن.
تفعيل الاتفاقيات المعقودة بين الجامعة والمؤسسات الثقافية الأجنبية في حقل تدريس اللغات وتفعيل التواصل مع هذه المؤسسات.

#### الأبحاث والمشاريع
مكتب البحوث

### الدوائر الإدارية
- الدائرة المالية
- الموارد البشرية
- الرقابة الداخلية
- العلاقات العامة
- العطاءات المركزية
- ضمان الجودة

### الدوائر الخدمية
- اللوازم
- الخدمات
- الصيانة
- الهندسية
- الأمن الجامعي
- عيادة الجامعة

## دائرة القبول والتسجيل

### عن الدائرة
تم إنشاء دائرة القبول والتسجيل في بداية العام الجامعي 2005/2006م وتطورت تدريجياً مع تطور الكليات وزيادة أعداد الطلبة في الجامعة، وتقوم الدائرة بالتنسيق مع الجهات ذات العلاقة في الجامعة ووزارة التعليم العالي والبحث العلمي بإعداد خطة القبول للأعوام الدراسية ومتابعة تنفيذها من حيث مواعيد القبول، ونسب القبول، والتخصصات التي سيتم القبول فيها، وأعداد المقبولين في كل تخصص، وتشرف على السجل الأكاديمي للطلاب وتحصيلهم العلمي والأكاديمي، وتوثيق السجلات الدراسية وحفظها باستخدام الأساليب والتقنيات الحديثة.
دائرة القبول والتسجيل في الجامعة هي بوابة الطالب إلى الجامعة، وهي التي تعنى بشؤونه التعليمية وتقدم خدماتها المساندة للعملية التعليمية، وتطمح للمزيد بما يخدم أبناء الجامعة الذين هم مستقبل الوطن إذ أن عملها لا يعتمد على مواسم محددة إنما هو نشاط مستمر ودائم، كما تعمل الدائرة على تسهيل الحياة الجامعيّة للطلبة وأعضاء الهيئة التدريسية بتوفير الخدمات اللازمة لهم بطريقة كفؤة وفعّالة، وتنفيذ مرحلة التحوّل الإلكتروني الكامل في هذه الخدمات بالتعاون مع مركز الحاسوب تكنولوجيا المعلومات.

وتتبع للدائرة مجموعة من الشعب، وهي على النحو الآتي:
- شعبة القبول
- شعبة الجدول الدراسي
- شعبة تسجيل الدراسات العليا
- شعبة المعلومات والبرمجة
- شعبة الخطط الدراسية
- شعبة التدقيق والوثائق والشهادات
- شعبة تسجيل الكليات العلمية
- شعبة تسجيل الكليات الإنسانية
- شعبة الدبلوم المتوسط

### أسس القبول
بالضغط هنا تصل إلى ملف بصيغة PDF مكون من 10 صفحات يحتوي على أسس القبول في جامعة الطفيلة التقنية.

### التعليمات
- تعليمات منح درجة البكالوريوس
- تعلميات التجسير
- تعلميات منح درجة الماجستير

## مكتبة جامعة الطفيلة التقنية

### عن المكتبة
تأسست مكتبة الجامعة مع تأسيس جامعة الطفيلة التقنية في عام 2005، ومنذ ذلك التاريخ شهدت المكتبة نمواً وتطوراً سريعين، سواء من خلال زيادة عدد مقتنياتها والتنوع فيها أو الخدمات التي تقدمها للمستفيدين منها من أعضاء هيئة التدريس والطلاب والعاملين في الجامعة أو الباحثين من المجتمع المحلي، وتعمل المكتبة على توفير مصادر المعلومات الورقية والإلكترونية وتقوم بمعالجتها فنياً من خلال فهرستها وتصنيفها وترتيبها على الرفوف حسب خطة التصنيف المعتمدة وهي خطة تصنيف مكتبة الكونجرس الأمريكي، وكذلك استخدام قواعد الفهرسة الإنجلو-أمريكية، كما تعتمد المكتبة نظام الأفق (Horizon) في فهرسة مقتنياتها.
وتبلغ مقتنيات المكتبة حالياً (39000) مادة مكتبية تقريباً من كتب ورسائل جامعية ومراجع ومواد سمعية وبصرية وأقراص مدمجة. كما تقوم المكتبة بالاشتراك بالدوريات العربية والعالمية المحكمة التي تساعد الباحثين وتدعم البحث العلمي في الجامعة.
وتشترك المكتبة بقواعد البيانات العالمية مثل (EBSCO)،(Ebrary) و (Springer)، وبعض قواعد البيانات الأخرى التي تشترك بها خلال مركز التميز (تجمع المكتبات الجامعية الرسمية الأردنية) ويمكن الدخول لهذه القواعد من خلال الروابط الموجودة على موقع الجامعة على الإنترنت.
تحتوي المكتبة على القاعة العامة للكتب وقاعة المراجع وقاعة الدراسات الأردنية ومختبر الإنترنت المتاح لقواعد البيانات والبحث العلمي.

### خدمات المكتبة
تقدم المكتبة العديد من الخدمات المكتبية سواء الخدمات المباشرة أو غير المباشرة ومن أهمها:
- الإعارة: إعارة الكتب المسموح بإعارتها للطلبة وأعضاء هيئة التدريس والإداريين.
- خدمة رف الحجز: توضع الكتب على رف الحجز باقتراح من أعضاء هيئة التدريس في الجامعة أو بمبادرة من المكتبة قبل بداية كل فصل دراسـي بما في ذلك الفصل الصيفي بموجب نموذج خاص تعده المكتبة.
- خدمة الإعارة الليلية: وهي إعارة الكتاب إذا كان مطلوباً لرف الحجز وتبدأ قبـل نصف ساعة من نهاية الدوام الرسمي وتنتهي بعد نصف ساعة من بداية يوم العمل التالي ويراعى التناوب إذا كان الكتاب مطلوباً لأكثر من شـخص من فئـة واحـدة وتراعى الأولوية في حالة اختلاف الفئة ولا يجوز تجديد هذه الإعارة.
- الإرشادات والخدمات المرجعية.
- خدمة قواعد البيانات والإنترنت.
- خدمات التصوير.

## الخدمات الإلكترونية للموظفين
تحرص إدارة الجامعة على تحسين مستوى الخدمات الإلكترونية للموظفين مما ينعكس إيجابا على الإنتاجية والسرعة والدقة، وتشمل:
- نظام متابعة الدوام
- نظام معلومات الموظف
- نظام السيرة الذاتية
- نظام الاستبانة
- نظام العلامات
- دليل الهاتف الجامعي
- خطوات التسجيل في G-scholar
- نظام أرشفة الدواوين

## الخدمات الإلكترونية للطلبة
- بوابة الطالب
- دليل الطالب
- التقويم الجامعي
- البريد الإلكتروني
- جريدة المواد
- التعليم الإلكتروني
- جائزة البحث العلمي لطلبة الجامعات
- المهرجان التكنولوجي

## مؤتمرات الجامعة
- المؤتمر العلمي الدولي الأول: البلاغة بين النقد والأدب واللغة
- المؤتمر الدولي الثاني لكلية الآداب: حوار الحضارات والثقافات

## إذاعة جامعة الطفيلة التقنية
إذاعة جامعة الطفيلة التقنية 91.3MHZ
بدأت إذاعة جامعة الطفيلة التقنية بثها بتاريخ 3 تشرين الثاني 2015 على التردد (91,3 FM)، والذي يغطي محافظة الطفيلة ورقعة واسعة من مدن جنوب الأردن والطريق الواصل بين عمان والعقبة. وتعتبر مطلبا لإثراء الجو الجامعي ولا سيما المرتبط بنواحي التدريب والبحث العلمي والإعلام الجامعي، والانفتاح على المجتمع المحلي ومشاركته فرحه وقضاياه وهمومه.
ووضعت الإذاعة خطة برامجية أولية اشتملت على باقة من البرامج إلى جانب العديد من البرامج التي تحاكي تفاصيل الحياة واحتياجات المواطن مثل البرامج الصحية والتربوية والثقافية والاجتماعية وغيرها.

## وصلات خارجية
- الموقع الرسمي للجامعة